# Holborn (Metropolitano de Londres)
Holborn é uma estação do Metrô de Londres em Holborn, no Centro de Londres, localizada na junção da High Holborn e da Kingsway. É servida pelas linhas Central e Piccadilly. Na linha Central, a estação fica entre as estações Tottenham Court Road e Chancery Lane e na linha Piccadilly, fica entre Covent Garden e Russell Square e fica na Zona 1 do Travelcard. Nas proximidades encontram-se o Museu Britânico, Lincoln's Inn Fields, a Red Lion Square, Bloomsbury Square, London School of Economics e Sir John Soane's Museum.
Localizada na junção de dois esquemas ferroviários de metropolitano anteriores, a estação foi inaugurada em 1906 pela Great Northern, Piccadilly and Brompton Railway (GNP&BR). As entradas da estação e a circulação subterrânea foram amplamente reconstruídas para a introdução de escadas rolantes e a abertura das plataformas da linha Central em 1933, tornando a estação o único intercâmbio entre as linhas. Antes de 1994, Holborn era o terminal norte do curto e pouco frequentado ramal da linha Piccadilly para Aldwych e duas plataformas originalmente usadas para esse serviço foram desativadas. Uma das plataformas desativadas tem sido usada para filmagens no local quando é necessária uma plataforma da estação do Metropolitano de Londres.

## História

### Planejamento
A estação foi planejada pela Great Northern and Strand Railway (GN&SR), que recebeu a aprovação do parlamento para uma rota da estação Wood Green (atual Alexandra Palace) para Strand em 1899. Depois que a GN&SR foi assumido pela Brompton and Piccadilly Circus Railway (B&PCR), em setembro de 1901, as duas empresas ficaram sob o controle da Metropolitan District Electric Traction Company de Charles Yerkes antes de serem transferidas para sua nova holding, a Underground Electric Railways Company de Londres (UERL) em junho de 1902. Para conectar as rotas planejadas das duas empresas, a UERL obteve permissão para novos túneis entre Piccadilly Circus e Holborn. As empresas foram formalmente fundidas como a Great Northern, Piccadilly and Brompton Railway após a aprovação do parlamento em novembro de 1902.

### Construção
A ligação das rotas GN&SR e B&PCR em Holborn significou que o trecho da GN&SR ao sul de Holborn se tornou um ramo da rota principal. A UERL começou a construir a rota principal em julho de 1902. O progresso foi rápido, de modo que foi amplamente concluído no outono de 1906. A construção do ramal foi atrasada enquanto o Conselho do Condado de Londres realizava clareamento nos barracos para construir sua nova estrada Kingsway e a passagem subterrânea do tramway passando por baixo e enquanto a UERL decidia como o cruzamento entre a rota principal e o ramal seria organizado em Holborn.

Layout indicativo das plataformas originais da GNP&BR

Quando originalmente planejada pela GN&SR, a estação Holborn deveria ter apenas duas plataformas. O primeiro plano da GNP&BR para a estação teria as duas plataformas compartilhadas por trens na rota principal e pelo serviço de transporte na ramal com os cruzamentos entre os túneis ao sul da estação. A interferência que os trens de ligação causariam nos serviços na rota principal levou a um redesenho, de modo que duas plataformas para o norte foram providenciadas, uma para a linha principal e outra para a linha de derivação, com uma única plataforma para o sul. As junções entre os dois túneis para o norte teriam sido de 75 metros (246 pés) ao norte das plataformas. Quando foram procurados poderes para construir a junção em 1905, o layout foi alterado novamente para que quatro plataformas fossem providenciadas. O túnel para o sul da rota principal não estava mais conectado à filial, que deveria receber uma plataforma adicional em um túnel sem saída acessado a partir de um cruzamento do túnel do ramal para o norte. Conforme construído, para facilitar o acesso dos passageiros, o túnel para o norte do ramal terminava em uma plataforma sem saída adjacente à plataforma da linha principal para o norte, com o túnel para o sul do ramal conectado ao túnel da linha principal para o norte. Para permitir que o túnel sul da rota principal evitasse os túneis ramificados, ele foi construído em um nível mais baixo do que os outros túneis e plataformas. O túnel em direção ao Covent Garden (nesse ponto, na direção sudoeste) passa por baixo dos túneis dos ramais.
Como na maioria das outras estações da GNP&BR, o edifício da estação foi projetado por Leslie Green, embora em Holborn a fachada da estação tenha sido construída exclusivamente em pedra, e não na terracota de vidro vermelho padrão. Isso ocorreu devido aos regulamentos de planejamento impostos pelo Conselho do Condado de Londres, que exigiam o uso de pedra para fachadas em Kingsway. As seções de entrada e saída da estação da fachada da rua foram construídas em granito, com as outras partes do térreo e primeiro andar no mesmo estilo, mas usando a pedra de Portland. O restante do edifício acima do nível do primeiro andar foi construído simultaneamente com a estação. O acesso aos níveis da plataforma da estação foi fornecido por elevadores elétricos em forma de trapézio fabricados pela Otis na América. Eles operavam em pares em eixos circulares compartilhados, com uma escada de escape em um poço menor e separado.
Embora a estação tenha sido construída onde os túneis do GNP&BR cruzavam os da Central London Railway (CLR, agora a linha Central), passando por High Holborn, não houve intercâmbio entre as duas linhas como a estação mais próxima do CLR, British Museum, era de 250 metros (820 pé) para o oeste. Os passageiros que desejam trocar entre as duas estações devem fazê-lo no nível da rua.
A estação foi aberta em 15 de dezembro de 1906, embora a abertura do ramal tenha sido adiada até 30 de novembro de 1907.

### Modernização da estação dos anos 30

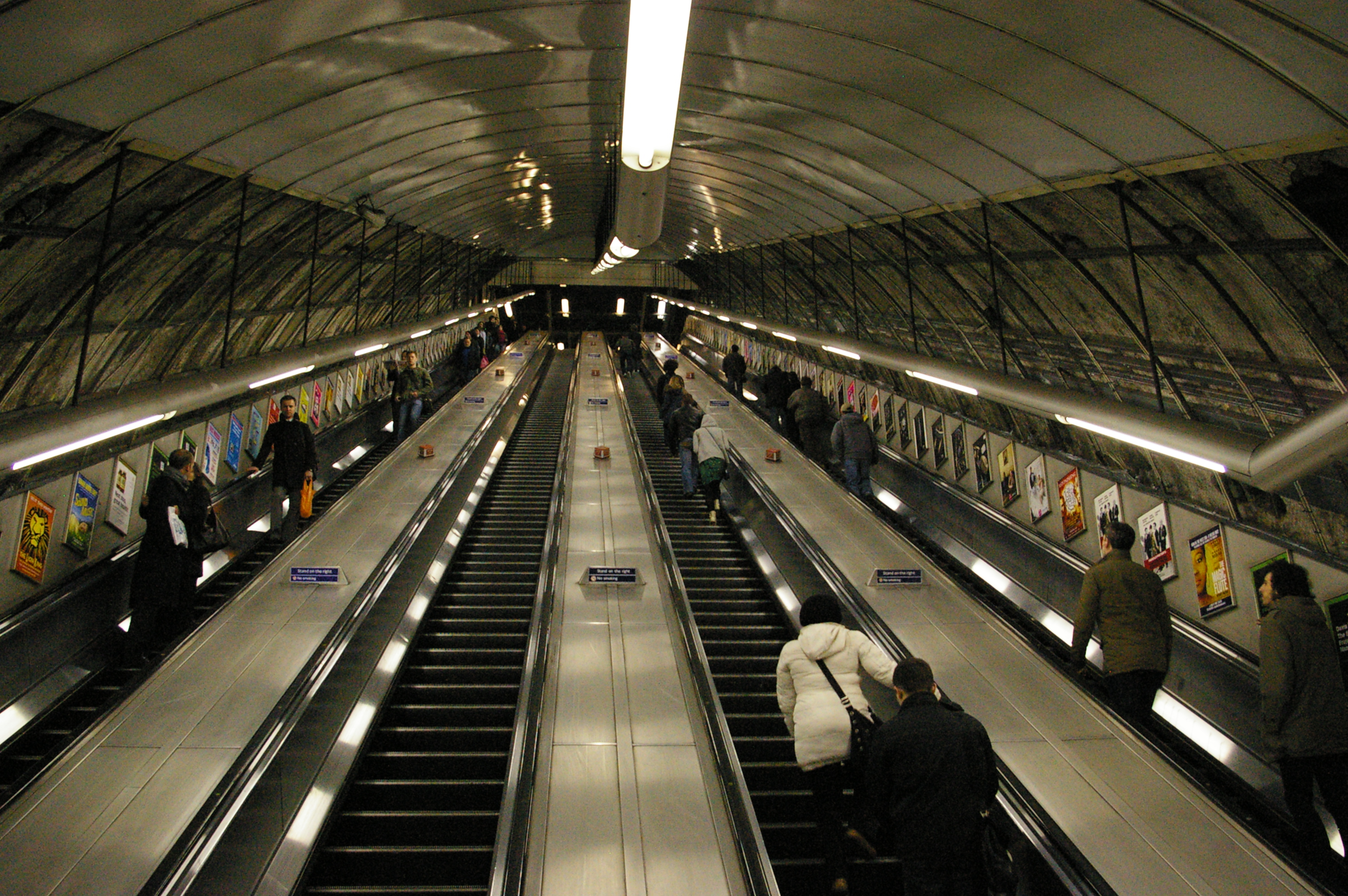
Originalmente construídas com elevadores, escadas rolantes foram adicionadas na estação Holborn em 1933

O intercâmbio no nível da rua entre a GNP&BR e a CLR envolvendo dois conjuntos de elevadores foi considerado uma fraqueza na rede. Uma conexão de metrô subterrânea foi considerada em 1907. Uma proposta para ampliar os túneis do CLR para criar novas plataformas na estação Holborn e abandonar a estação do Museu Britânico foi incluída em um projeto de lei privado submetido ao parlamento pelo CLR em novembro de 1913, se bem que a Primeira Guerra Mundial impediu a realização de trabalhos.
Como muitas outras estações centrais do metrô de Londres, Holborn foi modernizada no início dos anos 30 para substituir os elevadores por escadas rolantes. As fachadas das estações em Kingsway e High Holborn foram parcialmente reconstruídas por Charles Holden, com elementos de granito substituídos por elementos de granito substituídos por fachadas de pedra simples de Portland, perfuradas por telas de vidro. Os elevadores foram removidos e um novo e espaçoso saguão de ingressos foi fornecido, dando acesso a um banco de quatro escadas rolantes até um saguão intermediário para as plataformas da linha Central. Um segundo banco de três escadas rolantes continua até as plataformas da linha Piccadilly.
Para construir as novas plataformas da linha Central, os túneis de estações de maior diâmetro foram escavados manualmente em torno dos túneis existentes, enquanto os trens continuavam a circular. Quando as escavações foram concluídas, os revestimentos segmentares originais do túnel foram desmontados. As novas plataformas entraram em uso em 25 de setembro de 1933, substituindo as da British Museum, fechadas no dia anterior. Como parte da modernização, a estação foi renomeada Holborn (Kingsway) em 22 de maio de 1933, mas o sufixo foi gradualmente fora de uso e não aparece mais na sinalização da estação ou nos mapas do metrô. As novas plataformas em Holborn levaram o número de passageiros alternando entre as linhas a aumentar dez vezes em 1938.
A estação foi reformada nos anos 80, com murais projetados por Allan Drummond que fazem referência ao Museu Britânico. Esses murais referenciam antiguidades egípcias e romanas, com sarcófagos, estátuas e colunas trompe-l'œil nas paredes da plataforma.

### Operações do ramal

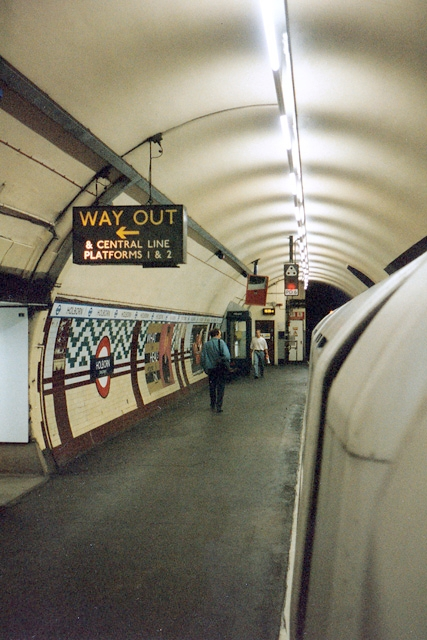
Plataforma do ramal de Aldwych pouco antes do fechamento, 1994

Inicialmente, os serviços de trem de ligação na ramal operavam a partir da plataforma de Holborn. Nos horários de pico, um trem adicional operava alternadamente no túnel ocidental da ramalda plataforma da baía em Holborn. Durante o primeiro ano de operação, um trem para os espectadores operava tarde de segunda a sábado à noite, de Strand a Holborn e para o norte, até Finsbury Park; isso foi descontinuado em outubro de 1908.
Em março de 1908, o serviço de transporte fora do horário de pico começou a usar o túnel ocidental no ramal, cruzando-se entre os dois túneis ao sul de Holborn. O baixo uso levou à retirada do segundo serviço de ligação do horário de pico e o túnel oriental foi retirado de operação em 1914. Os serviços de domingo terminaram em abril de 1917 e, em agosto do mesmo ano, o túnel oriental e a plataforma da baía em Holborn foram formalmente fechados. O número de passageiros no ramal permaneceu baixo: quando o ramal foi considerado fechado em 1929, seu uso anual era de 1.069.650 e as receitas eram de 4.500 libras. O ramal foi novamente considerado para fechamento em 1933, mas permaneceu aberto.
As medidas de eficiência em tempo de guerra levaram o ramal a ser temporariamente fechado em 22 de setembro de 1940, logo após o início da Blitz, e foi parcialmente instalado pela Cidade de Westminster como um abrigo antiaéreo. Os túneis foram usados para armazenar itens do Museu Britânico, incluindo os mármores de Elgin. O ramal reabriu em 1 de julho de 1946, mas o patrocínio não aumentou. Em 1958, a London Transport anunciou que seria fechado. Mais uma vez, ele sobreviveu, mas o serviço foi reduzido em junho de 1958 para funcionar apenas durante o horário de pico de segunda a sexta-feira e manhã de sábado e tarde da noite. O serviço de sábado foi retirado em junho de 1962.
Depois de operar apenas durante o horário de pico por mais de 30 anos, o anúncio do fechamento foi realizado em 4 de janeiro de 1993. Os elevadores originais de 1907 em Aldwych exigiram a substituição a um custo de £ 3 milhões. Isso não era justificável, pois apenas 450 passageiros usavam a estação todos os dias e a London Regional Transport estava perdendo por £ 150.000 por ano. O Secretário de Estado dos Transportes concedeu permissão em 1 de setembro de 1994 para fechar a estação e o ramal foi fechado em 30 de setembro.
Após seu fechamento em 1917, a plataforma da baia foi convertida em salas para uso, em vários momentos, como escritórios, abrigos antiaéreos, depósitos, uma subestação elétrica e um albergue para guerra. Desde 1994, a plataforma restante do ramal em Holborn tem sido usada para testar projetos de maquete para novos sistemas de sinalização e publicidade de plataforma.

## Desenvolvimentos futuros
Após o incêndio de King's Cross em 1987, o Relatório Fennell sobre o desastre recomendou que o Metropolitano de Londres investigasse "o fluxo de passageiros e congestionamentos nas estações e adotasse medidas corretivas". Um projeto de lei particular foi submetido ao parlamento e aprovado como o London Underground (Safety Measures) Act 1991, que concede poderes ao Metropolitano de Londres para melhorar e expandir a estação frequentemente congestionada, com uma nova bilheteria e novos metrôs.  As obras de expansão não foram realizadas e o arranjo da estação permanece o mesmo da década de 1930.
De acordo com a Transport for London (TfL), a estação está em capacidade por causa do grande número de passageiros saindo e entrando na estação, bem como do grande número de passageiros mudando entre as linhas. Atualmente, todo mundo que usa a estação deve passar pelo saguão intermediário na parte inferior das escadas rolantes principais. Isso causa congestionamentos e atrasos.
Em setembro de 2017, a TfL propôs várias melhorias na estação, incluindo uma segunda entrada na Procter Street, a nordeste da estação, elevadores para fornecer acesso sem degraus e novos túneis para melhorar o intercâmbio entre as linhas Central e Piccadilly. Se a permissão for concedida, estima-se que o trabalho de atualização leve seis anos e mais que o dobro do tamanho da estação, aumentando consideravelmente sua capacidade.

## Serviços
A estação fica na zona tarifária 1 de Londres. Na linha Central, a estação fica entre Tottenham Court Road e Chancery Lane, e na linha Piccadilly, ela fica entre Covent Garden e Russell Square. Holborn é o único intercâmbio entre essas linhas. As frequências de trem variam ao longo do dia, mas geralmente os trens da linha Central operam a cada 2 a 6 minutos, aproximadamente das 05:53 às 00:30 para o oeste e das 05:51 às 00:33 para o leste. Os trens da linha Piccadilly operam a cada 2 a 6 minutos, aproximadamente das 05:42 às 00:28 para o oeste e das 05:54 às 00:38 para o norte.
Na linha Central é utilizado o estoque de 1992. Na linha Piccadilly é utilizado o estoque de 1973.